# Selecció de futbol d'Eslovènia
La selecció de futbol d'Eslovènia és l'equip nacional de futbol d'Eslovènia i és controlat per l'Associació de Futbol d'Eslovènia. Van jugar el seu primer partit el 1992 després de l'escissió de la República Federal Socialista de Iugoslàvia el 1991. Abans d'això, els jugadors eslovens va jugar per l'equip de futbol nacional de Iugoslàvia.
Eslovènia es va classificar per sorpresa per l'Eurocopa 2000, quan va derrotar Ucraïna en un desempat. Van derrotar alguns caps de sèrie durant el torneig, com Iugoslàvia i Noruega, i perdent només a Espanya 2-1. Eslovènia va aconseguir un altre gran èxit dos anys més tard, la qualificació per a la Copa del Món de 2002, aquesta vegada derrotant Romania en un desempat. No van perdre un partit en tota la seva campanya de classificació, amb un registre de sis victòries i sis empats. No obstant això, no li va anar tan bé a la fase final, ja que van quedar eliminats a primera ronda.
Tot i no classificar-se pel Mundial 2006, van ser l'únic equip que va vèncer a Itàlia en el seu camí a guanyar el torneig amb una victòria 1-0 en el seu propi terreny. No va ser l'única vegada que va evitar la derrota contra l'equip italià - el 1995 van empatar 1-1 en la fase de classificació per l'Eurocopa 1996. El novembre de 2009, Eslovènia va vèncer a Rússia en un desempat per aconseguir un lloc en la Copa del Món FIFA 2010.

## Història

### Copa del Món FIFA 2010

#### Equip
Seleccionador:  Matjaž Kek
| 1  | PO  | Samir Handanovič         | 14 de juliol de 1984   | 42 | 0  | Udinese                              |  |  |
| 12 | PO  | Jasmin Handanovič        | 28 de gener de 1978    | 3  | 0  | Mantova                              |  |  |
| 16 | PO  | Aleksander Šeliga        | 1 de febrer de 1980    | 1  | 0  | Sparta Rotterdam                     |  |  |
|    |     |                          |                        |    |    |                                      |  |  |
| 2  | DEF | Mišo Brečko              | 1 de maig de 1984      | 34 | 0  | Köln                                 |  |  |
| 5  | DEF | Boštjan Cesar            | 9 de juliol de 1982    | 45 | 3  | Chievo                               |  |  |
| 4  | DEF | Marko Šuler              | 9 de març de 1983      | 20 | 2  | Gent                                 |  |  |
| 13 | DEF | Bojan Jokić              | 17 de maig de 1986     | 37 | 1  | Chievo                               |  |  |
| 22 | DEF | Matej Mavrič             | 29 de gener de 1979    | 32 | 1  | Kapfenberger SV                      |  |  |
| 6  | DEF | Branko Ilič              | 6 de febrer de 1983    | 37 | 0  | Lokomotiv Moscow                     |  |  |
| 19 | DEF | Suad Filekovič           | 16 de setembre de 1978 | 14 | 0  | Maribor                              |  |  |
| 3  | DEF | Elvedin Džinič           | 25 d'agost de 1985     | 0  | 0  | Maribor                              |  |  |
|    |     |                          |                        |    |    |                                      |  |  |
| 8  | MC  | Robert Koren             | 20 de setembre de 1980 | 49 | 5  | Plantilla:Country data - Sense equip |  |  |
| 18 | MC  | Aleksander Radosavljevič | 25 d'abril de 1979     | 18 | 1  | Larissa                              |  |  |
| 17 | MC  | Andraž Kirm              | 6 de setembre de 1984  | 29 | 3  | Wisła Kraków                         |  |  |
| 21 | MC  | Dalibor Stevanovič       | 27 de setembre de 1984 | 15 | 1  | Vitesse                              |  |  |
| 20 | MC  | Andrej Komac             | 4 de desembre de 1979  | 43 | 0  | Maccabi Tel Aviv                     |  |  |
| 15 | MC  | Rene Krhin               | 21 de maig de 1990     | 4  | 0  | Internazionale                       |  |  |
|    |     |                          |                        |    |    |                                      |  |  |
| 11 | DA  | Milivoje Novakovič       | 18 de maig de 1979     | 41 | 16 | Köln                                 |  |  |
| 14 | DA  | Zlatko Dedič             | 10 de maig de 1984     | 27 | 3  | Bochum                               |  |  |
| 10 | DA  | Valter Birsa             | 7 d'agost de 1986      | 37 | 3  | Auxerre                              |  |  |
| 7  | DA  | Nejc Pečnik              | 3 de gener de 1986     | 10 | 2  | Nacional                             |  |  |
| 9  | DA  | Zlatan Ljubijankič       | 15 de desembre de 1983 | 20 | 5  | Gent                                 |  |  |
| 23 | DA  | Tim Matavž               | 13 de gener de 1989    | 2  | 0  | Groningen                            |  |  |

#### Classificació
| Equip            | Pts | PJ | PG | PE | PP | GF | GC | Dif |
| ---------------- | --- | -- | -- | -- | -- | -- | -- | --- |
| Eslovàquia       | 22  | 10 | 7  | 1  | 2  | 22 | 10 | +12 |
| Eslovènia        | 20  | 10 | 6  | 2  | 2  | 18 | 4  | +14 |
| República Txeca  | 16  | 10 | 4  | 4  | 2  | 17 | 6  | +11 |
| Irlanda del Nord | 15  | 10 | 4  | 3  | 3  | 13 | 9  | +4  |
| Polònia          | 11  | 10 | 3  | 2  | 5  | 19 | 14 | +5  |
| San Marino       | 0   | 10 | 0  | 0  | 10 | 1  | 47 | -46 |

| 6 de setembre de 2008  | Wrocław    | Polònia          | 1:1 (1:1) | Eslovènia        |
| 10 de setembre de 2008 | Maribor    | Eslovènia        | 2:1 (1:0) | Eslovàquia       |
| 11 d'octubre de 2008   | Maribor    | Eslovènia        | 2:0 (0:0) | Irlanda del Nord |
| 15 d'octubre de 2008   | Teplice    | República Txeca  | 1:0 (0:0) | Eslovènia        |
| 28 de març de 2009     | Maribor    | Eslovènia        | 0:0       | República Txeca  |
| 1 d'abril de 2009      | Belfast    | Irlanda del Nord | 1:0 (0:0) | Eslovènia        |
| 12 d'agost de 2009     | Maribor    | Eslovènia        | 5:0 (2:0) | San Marino       |
| 9 de setembre de 2009  | Maribor    | Eslovènia        | 3:0 (2:0) | Polònia          |
| 10 d'octubre de 2009   | Bratislava | Eslovàquia       | 0:2 (0:0) | Eslovènia        |
| 14 d'octubre de 2009   | Serravalle | San Marino       | 0:3 (0:1) | Eslovènia        |

#### Fase de repesca
| Rússia                | 2 – 1 | Eslovènia  |
| --------------------- | ----- | ---------- |
| Bilialetdínov 40' 52' | Fitxa | Pečnik 88' |

| Eslovènia | 1 - 0 | Rússia |
| --------- | ----- | ------ |
| Dedič 44' | Fitxa |        |

Eslovènia es classifica per la Copa del Món 2010

#### Fase final delMundial 2010- Grup C
| Equip        | PJ | PG | PE | PP | GF | GC | Dif | Punts |
| ------------ | -- | -- | -- | -- | -- | -- | --- | ----- |
| Estats Units | 3  | 1  | 2  | 0  | 4  | 3  | +1  | 5     |
| Anglaterra   | 3  | 1  | 2  | 0  | 2  | 1  | +1  | 5     |
| Eslovènia    | 3  | 1  | 1  | 1  | 3  | 3  | 0   | 4     |
| Algèria      | 3  | 0  | 1  | 2  | 0  | 2  | -2  | 1     |

Annex: Copa del Món de Futbol 2010 - Grup C
| Algèria | 0 - 1 (0 - 0) | Eslovènia |
| ------- | ------------- | --------- |
|         |               | Koren 79' |

| Eslovènia                   | 2 - 2 (2 - 0) | Estats Units              |
| --------------------------- | ------------- | ------------------------- |
| Birsa 13' · Ljubijankič 42' |               | Donovan 48' · Bradley 82' |

| Eslovènia | 0 – 1 (0 - 1) | Anglaterra |
| --------- | ------------- | ---------- |
|           |               | Defoe 23'  |

 Estadi Nelson Mandela Bay, Port Elisabeth

### Eurocopa 2012

#### Fase classificatòria
| Equip            | J  | V | E | D | GF | GC | GD  | Pts |
| ---------------- | -- | - | - | - | -- | -- | --- | --- |
| Itàlia           | 10 | 8 | 2 | 0 | 20 | 2  | +18 | 26  |
| Estònia          | 10 | 5 | 1 | 4 | 15 | 14 | +1  | 16  |
| Sèrbia           | 10 | 4 | 3 | 3 | 13 | 12 | +1  | 15  |
| Eslovènia        | 10 | 4 | 2 | 4 | 11 | 7  | +4  | 14  |
| Irlanda del Nord | 10 | 2 | 3 | 5 | 9  | 13 | -4  | 9   |
| Illes Fèroe      | 10 | 1 | 1 | 8 | 6  | 26 | -20 | 4   |

## Estadístiques
- Participacions en Copes del Món: 2
- Primera Copa del Món: 2002
- Millor resultat en la Copa del Món: Primera fase (2002 i 2010)
- Participacions en Eurocopes: 1
- Primera Eurocopa: 2000
- Millor resultat en l'Eurocopa: Primera fase (2000)
- Participacions olímpiques: 0
- Primers Jocs Olímpics: Sense participació
- Millor resultat olímpic: Sense participació
- Primer partit

| Estònia | 1–1 | Eslovènia |
| ------- | --- | --------- |
|         |     |           |

 Tallinn, (Estònia)        
- Major victòria

| Oman | 0–7 | Eslovènia |
| ---- | --- | --------- |
|      |     |           |

 Masqat, (Oman)        
- Major derrota

| França | 5–0 | Eslovènia |
| ------ | --- | --------- |
|        |     |           |

 Saint-Denis, (França)        

### Partits jugats
| #  | Nom                | Carrera   | Partits | Gols |
| -- | ------------------ | --------- | ------- | ---- |
| 1  | Boštjan Cesar      | 2003–2018 | 101     | 10   |
| 2  | Bojan Jokić        | 2006–     | 100     | 1    |
| 3  | Valter Birsa       | 2006–2018 | 90      | 7    |
| 4  | Samir Handanović   | 2004–2015 | 81      | 0    |
| 5  | Zlatko Zahovič     | 1992–2004 | 80      | 35   |
| 5  | Milivoje Novaković | 2006–2017 | 80      | 32   |
| 7  | Mišo Brečko        | 2004–2015 | 77      | 0    |
| 8  | Aleš Čeh           | 1992–2002 | 74      | 1    |
| 8  | Milenko Ačimovič   | 1998–2007 | 74      | 13   |
| 10 | Andraž Kirm        | 2007–2016 | 71      | 6    |
| 10 | Džoni Novak        | 1992–2002 | 71      | 3    |

Última actualització: 31 de desembre de 2019. Les estadístiques només inclouen els partits oficials FIFA.

### Màxims golejadors
| #  | Nom                | Carrera   | Partits jugats | Gols | Gols per partit |
| -- | ------------------ | --------- | -------------- | ---- | --------------- |
| 1  | Zlatko Zahovič     | 1992–2004 | 80             | 35   | 0.44            |
| 2  | Milivoje Novakovič | 2006–2017 | 41             | 16   | 0.39            |
| 3  | Sašo Udovič        | 1992–2000 | 42             | 16   | 0.38            |
| 4  | Ermin Šiljak       | 1994–2005 | 48             | 14   | 0.29            |
| 5  | Milenko Ačimovič   | 1998–2007 | 74             | 13   | 0.18            |
| 6  | Tim Matavž         | 2010–     | 38             | 11   | 0.29            |
| 7  | Primož Gliha       | 1992–1998 | 28             | 10   | 0.36            |
| 7  | Boštjan Cesar      | 2003–2018 | 101            | 10   | 0.10            |
| 9  | Josip Iličić       | 2010–     | 65             | 9    | 0.14            |
| 10 | Zlatko Dedić       | 2004–2013 | 49             | 8    | 0.16            |
| 10 | Milan Osterc       | 1997–2002 | 44             | 8    | 0.18            |

Última actualització: 31 de desembre de 2019. Les estadístiques només inclouen els partits oficials FIFA.

### Seleccionadors
| Nom                | Carrera   | Jugats | Guanyats | Empatats | Perduts | Victòries % | Empats % | Derrotes % | Aclariments                 |
| ------------------ | --------- | ------ | -------- | -------- | ------- | ----------- | -------- | ---------- | --------------------------- |
| Bojan Prašnikar    | 1991–1993 | 4      | 1        | 2        | 1       | 25.00       | 50.00    | 25.00      |                             |
| Zdenko Verdenik    | 1994–1997 | 32     | 10       | 8        | 14      | 31.25       | 25.00    | 43.75      |                             |
| Bojan Prašnikar    | 1998      | 5      | 1        | 1        | 3       | 20.00       | 20.00    | 60.00      |                             |
| Srečko Katanec     | 1998–2002 | 47     | 18       | 16       | 13      | 38.30       | 34.00    | 27.70      | Eurocopa 2000; Mundial 2002 |
| Bojan Prašnikar    | 2002–2004 | 16     | 6        | 3        | 7       | 37.50       | 18.75    | 43.75      | Classificació Eurocopa 2004 |
| Branko Oblak       | 2004–2006 | 23     | 6        | 7        | 10      | 26.10       | 30.40    | 43.50      |                             |
| Matjaž Kek         | 2007–2011 | 35     | 14       | 6        | 15      | 40.00       | 17.14    | 42.86      | Mundial 2010                |
| Slaviša Stojanovič | 2011–2012 | 9      | 2        | 2        | 5       | 22.22       | 22.22    | 55.56      |                             |
| Srečko Katanec     | 2013–2017 | 42     | 16       | 7        | 19      | 38.10       | 16.66    | 45.23      |                             |
| Tomaž Kavčič       | 2017–2018 | 7      | 1        | 1        | 5       | 14.29       | 14.29    | 71.43      |                             |
| Igor Benedejčič    | 2018      | 2      | 0        | 2        | 0       | 00.00       | 100.00   | 00.00      |                             |
| Matjaž Kek         | 2018–     | 5      | 2        | 2        | 1       | 40.00       | 40.00    | 20.00      |                             |

Última actualització: 31 de desembre de 2019. Les estadístiques només inclouen els partits oficials FIFA.

### Estadística de partits jugats a Eslovènia
| Estadi         | Ciutat        | Jugats | Guanyats | Empatats | Perduts | GF  | GC | Victòries % | Empats % | Derrotes % |
| -------------- | ------------- | ------ | -------- | -------- | ------- | --- | -- | ----------- | -------- | ---------- |
| Bežigrad       | Ljubljana     | 29     | 15       | 6        | 8       | 48  | 34 | 51.70       | 20.70    | 27.60      |
| Ljudski vrt    | Maribor       | 16     | 10       | 2        | 4       | 34  | 16 | 62.50       | 12.50    | 25.00      |
| Arena Petrol   | Celje         | 16     | 5        | 3        | 8       | 15  | 19 | 31.25       | 18.75    | 50.00      |
| Fazanerija     | Murska Sobota | 2      | 1        | 0        | 1       | 3   | 4  | 50.00       | 0        | 50.00      |
| Športni park   | Nova Gorica   | 2      | 0        | 0        | 2       | 2   | 7  | 0           | 0        | 100        |
| Bonifika       | Koper         | 1      | 0        | 0        | 1       | 0   | 2  | 0           | 0        | 100        |
| Športni park   | Domžale       | 1      | 1        | 0        | 0       | 1   | 0  | 100         | 0        | 0          |
| Športni center | Kranj         | 1      | 0        | 0        | 1       | 1   | 4  | 0           | 0        | 100        |
| Totals         | Totals        | 68     | 32       | 11       | 25      | 105 | 86 | 47.06       | 16.18    | 36.76      |

Última actualització: 4 de juny de 2010. Les estadístiques només inclouen els partits oficials FIFA.

## Participacions en la Copa del Món
- Fins a 1994 - Formava part de  Iugoslàvia
- 1998 - No es classificà
- 2002 - Primera fase - 30è lloc
- 2006 - No es classificà
- 2010 - Primera fase - 18è lloc
- 2014 - 2018 No es classificà

## Participacions en l'Eurocopa
- Fins a 1992 - Formava part de  Iugoslàvia
- 1996 - No es classificà
- 2000 - Primera fase
- 2004 - 2020 - No es classificà
- 2024 - Vuitens de final

## Jugadors històrics
- Zlatko Zahovič